# Мауні (Іллінойс)
Мауні (англ. Maunie) — селище (англ. village) в США, в окрузі Вайт штату Іллінойс. Населення — 91 особа (2020).

## Географія
Мауні розташоване за координатами 38°2′7″ пн. ш. 88°2′45″ зх. д. / 38.03528° пн. ш. 88.04583° зх. д. (38.035359, -88.045721). За даними Бюро перепису населення США в 2010 році селище мало площу 0,41 км², уся площа — суходіл.

## Демографія
Згідно з переписом 2010 року, у селищі мешкало 139 осіб у 63 домогосподарствах у складі 34 родин. Густота населення становила 337 осіб/км². Було 80 помешкань (194/км²).
Расовий склад населення:
| - 95,7 % — білих - 2,2 % — чорних або афроамериканців - 1,4 % — корінних американців |

До двох чи більше рас належало 0,7 %. Частка іспаномовних становила 1,4 % від усіх жителів.
За віковим діапазоном населення розподілялося таким чином: 25,2 % — особи молодші 18 років, 61,1 % — особи у віці 18—64 років, 13,7 % — особи у віці 65 років та старші. Медіана віку мешканця становила 44,2 року. На 100 осіб жіночої статі у селищі припадало 117,2 чоловіків; на 100 жінок у віці від 18 років та старших — 121,3 чоловіків також старших 18 років.
Середній дохід на одне домашнє господарство становив 43 393 долари США (медіана — 38 750), а середній дохід на одну сім'ю — 46 089 доларів (медіана — 38 750). За межею бідності перебувало 11,5 % осіб, у тому числі 13,6 % дітей у віці до 18 років та 6,7 % осіб у віці 65 років та старших.
Цивільне працевлаштоване населення становило 54 особи. Основні галузі зайнятості: освіта, охорона здоров'я та соціальна допомога — 31,5 %, виробництво — 27,8 %, сільське господарство, лісництво, риболовля — 16,7 %, мистецтво, розваги та відпочинок — 9,3 %.